# Систематика растений
Система́тика расте́ний — раздел ботаники, занимающийся естественной классификацией растений.
Растения, имеющие сходные признаки, объединяют в группы, называемые видами. Если у вида нет близких сородичей, он образует самостоятельный, так называемый монотипный род.
Систематика растений представляет собой иерархическую систему из групп различного ранга, то есть из семейств составляются порядки, а из порядков — классы. Независимо от ранга каждая такая группа называется таксоном. Принципами выделения и классификацией таксонов занимается особая научная дисциплина — таксономия.
Систематика — необходимая основа любой отрасли ботаники, так как она характеризует взаимосвязи между разнообразными растениями и даёт растениям официальные названия, позволяющие специалистам различных стран обмениваться научной информацией.

## Исторические сведения

### Возникновение и развитие классификации растений
В археологических письменных памятниках, дошедших до нас от древнейших цивилизаций, содержится крайне мало информации о названиях растений. Растения, упоминаемые древними авторами, фигурируют только как источник снадобий или предмет хозяйственной деятельности, без каких либо сообщений об их классификации. Первым известным античным автором, предпринявшим попытку как-то систематизировать известные ему растения, является Теофраст — ученик Аристотеля.
Он поделил растения на деревья, кустарники, полукустарники и травы. В современном понимании такая система не является естественной, но для своего времени это был важный шаг для создания науки о растениях. Среди римлян заметный вклад в развитие ботаники оставили труды Плиния. В I веке древнегреческий врач Диоскорид собрал описания известных ему лекарственных трав. После падения Римской империи несколько веков царил упадок наук и культуры в целом, ботаника в Европе сохранилась только в виде травников, с описаниями целебных свойств некоторых растений. Большая часть античных трудов в Европе была утрачена, знания о растениях сохраняли арабские учёные.

### Естественные системы
Во второй половине и особенно к концу XVIII века в биологии получило широкое распространение представление о существовании «сродства» — естественной связи между живыми существами, некоей цепочки, ведущей от простого к сложному. «Сродство» это было, в сущности, логическим понятием и объяснялось по-разному, но как бы то ни было, перед систематикой встала задача отражения его в классификации. На этой почве возникли естественные системы, исторически сменяющие искусственные. Их появление было подготовлено всей предшествующей историей ботаники; сами по себе идеи естественной группировки зародились много раньше; естественные системы впитали и использовали всё то рациональное, что содержалось в лучших из искусственных систем, а некоторые группы растений прямо «перекочевали» из искусственных систем в естественные, поскольку их объём был к тому времени уже правильно определён.

#### Система Адансона
Первая попытка создания естественной системы растений принадлежит французскому ботанику М. Адансону (1726—1806). Ещё при жизни Линнея, в 1763 году, он опубликовал свой труд «Семейства растений», в котором реализована важнейшая идея естественной систематики: учёт максимально возможного числа признаков. Однако метод, которым воспользовался Адансон, оказался механистическим и неудачным. Он считал, что все признаки имеют одинаковый «вес», одинаковое систематическое значение. Прослеживая выраженность каждого признака, Адансон построил 65 серий, или систем, а затем сравнил их, суммировал и получил интегрированную систему, основанную на том, что чем больше совпадений, тем теснее «сродство». Всего им описано 1700 родов и 58 семейств. В своё время идеи Адансона существенного влияния на развитие науки не оказали, но в середине XX столетия были возрождены сторонниками так называемой «числовой» таксономии, стремящейся учесть с помощью компьютеров и использовать в классификации как можно больше признаков.

#### Система Жюссьё
Меньше, чем в других странах, влияние системы Линнея сказалось во Франции, и не случайно именно здесь вслед за Адансоном появилась система А. Л. Жюссьё (1748—1836), с которой, по существу, и начинается эпоха естественных систем.
Ещё Бернар Жюссьё (1699—1777), современник Линнея, ботаник и придворный садовник, в 1759 г. попытался расположить растения в естественный ряд, от простого к сложному, на грядках Ботанического сада Трианона в Версале. Его идеи развил племянник, Антуан Лоран Жюссьё. В 1789 г. он опубликовал замечательный труд — «Роды растений», в котором описано около 20 000 видов, отнесенных к 1754 родам, 100 порядкам (семействам в современном понимании) и 15 классам. Жюссьё твёрдо стоит на позиции, что система должна отображать природу, а не навязываться ей. Живые организмы подчинены естественной иерархии и связаны в единую цепь от простого к сложному (убеждение, которое, несомненно, близко к идее «лестницы существ» Бонне). Для отражения этой связи при построении системы нужно использовать совокупность признаков, свойственных каждой группе. При этом, как говорил Бернар Жюссьё в противовес Адансону, признаки нужно взвешивать, а не просто подсчитывать их.
На основе этих принципов Жюссьё удалось выделить достаточно естественные группы — «порядки» и дать им удачные характеристики. Стремление же представить эти естественные группы в виде связной непрерывной «восходящей» цепи посредством определенного расположения классов успехом не увенчалось. В своих высших подразделениях и в общей схеме построения система сохранила неискусственность. Действительно, число семядолей и лепестков, положение завязи— это обычные признаки, более диагностические, чем таксономические, использовавшиеся в искусственных системах. Понятно, что при оперировании таким небольшим набором признаков классы у Жюссьё оказались в большинстве своём очень сборными, а взаимное расположение классов — произвольным. Причины сходства между таксонами не обсуждаются, они только констатируются.
Таким образом, историческая заслуга Жюссьё не столько в разработке конкретной системы, сколько в формулировке идеи и её обосновании. Но это было сделано так убедительно и столь солидно подкреплено превосходными чёткими диагнозами родов и порядков, иллюстрирующими естественный метод, что не могло не привлечь внимания современников.
У Жюссьё оказалось много последователей. Под его влиянием переработал первый вариант своей системы Ж. Б. Ламарк (1744—1829). В Англии сторонником метода Жюссьё был Д. Линдли (1799—1865), создавший аналогичную систему «восходящего типа». В Австрии сходных взглядов придерживался С. Эндлихер (1804—1849); показательно, что даже название его главного труда — «Роды растений, расположенные следуя естественным порядкам» — (1836—1840) — точно повторяет заглавие книги Жюссьё. Во Франции идеи Жюссьё развивал основатель научной палеоботаники А. Т. Броньяр (1804—1876). В России систему Жюссьё пропагандировал Павел Горянинов (1796—1805). В его «Основаниях ботаники» (1841), между прочим, голосеменные, названные «Pseudospermae», четко отделены от покрытосеменных, а общая схема восходящего ряда таксонов повторяет схему Жюссьё.

#### Система Брауна
Во второй половине XIX века особенно значимые естественные системы были разработаны немецкими учёными. В 1864 г. была опубликована система выдающегося морфолога А. Брауна (1805—1877). В ней голосеменные и покрытосеменные объединены вместе под названием Anthophyta, а в пределах Angiospermae выделены классы однодольных и двудольных. Двудольные, в свою очередь, подразделяются на безлепестные, спайнолепестные и свободнолепестные. Иначе говоря, как и у Жюссьё, выстраивается та же линия от простого к сложному и от малого ко многому. Но самое интересное в системе А. Брауна — это выдержанное в том же духе различение трех ступеней организации: Bryophyta (включая водоросли, грибы, лишайники, мохообразные), Cormophyta (тайнобрачные сосудистые) и Anthophyta. В этом иногда видят эволюционный подход, но оснований для этого нет. Идеи развития не были чужды А. Брауну, но всё же построения его остаются в рамках доэволюционной естественной систематики.

#### Система Эйхлера
Очень близко к построениям А. Брауна система, разработанная его преемником по кафедре в Берлинском университете А. Эйхлером (1839—1887), автором бессмертной сводки по морфологии цветка — «Blutendiagramme». Эйхлер определённо признавал эволюцию, хотя и не ставил задачу отражения филогенеза в системе. Он совершенно правильно оценил спайнолепестность как признак, свидетельствующий о специализированности. В его системе покрытосеменных однодольные предшествуют двудольным, но среди двудольных свободнолепестные, включающие 21 порядок, поставлены перед спайнолепестными (9 порядков).

#### Система Декандоля
Параллельно линии Жюссьё-Эйхлер с её «восходящим» характером расположения таксонов развивалась и другая линия естественных систем. Она берёт начало с одного из самых выдающихся ботаников послелиннеевской эпохи Огюстена Пирама Декандоля, тонкого наблюдателя и яркого мыслителя, превосходного морфолога и систематика. Декандоль поставил своей целью дать — впервые после Линнея — описание не родов, как у Жюссьё или Эндлихера, но всех видов растений земного шара. Эта задача решалась в 17 томах грандиозного сочинения «Prodromus systematis naturalis regni vegetabilis», то есть «Предвестник естественной системы растительного царства». К работе над ним были привлечены многие крупные систематики. Издание выходило 50 лет — с 1823 по 1873 г., и завершал его после смерти старшего Декандоля его сын Альфонс. Хотя «Продромус» и не окончен, в нём описано около 60 тысяч видов; он до сих пор остаётся и останется навсегда одним из важнейших источников для систематиков-монографов.
Разумеется, весь этот громадный материал даже просто ради удобства обозрения следовало расположить, следуя определённой системе. Первый вариант такой системы Декандоль опубликовал в 1813 году, впоследствии она претерпевала некоторые изменения, но они не затрагивали её существа. В его системе сохранены многие группы, выделенные Жюссьё, но порядок их расположения обратный, «нисходящий» — от сложного к простому и от многого к малому. Нас не интересуют в данном случае низшие растения и сосудистые тайнобрачные, что же касается явнобрачных, то система выглядит следующим образом:
I. Exogenae. — Проводящие пучки на поперечном разрезе стебля расположены в один круг.
1. Diplohlamydeae. — Двупокровные, то есть с двойным околоцветником.
a. Thalamiflorae. — Ложецветные. — Венчик свободнолепестный, подпестичный.
b. Calyciflorae. — Чашечкоцветные. — Венчик околопестичный или подпестичный.
c. Corolliflorae. — Венчикоцветные. — Венчик спайнолепестный, подпестичный.
2. Monochlamydeae. — Однопокровные, то есть с простым околоцветником.
II. Endogenae. — Проводящие пучки на поперечном разрезе стебля рассеянные.
1. Phanerogamae. — Явнобрачные.
Под Exogenae и Endogenae понимаются, как это легко видеть, двудольные и однодольные, но при их характеристике на первый план выдвигается анатомическое строение стебля, не вполне правильно понятое. Важно, что двудольные предшествуют однодольным, двупокровные — однопокровным, свободнолепестные — спайнолепестным.
Сильное влияние Декандоля отчётливо видно в системе английских ботаников Дж. Бентама и Дж. Д. Гукера, опубликованной в их совместном трёхтомном труде «Genera plantarum» (1862—1883). Хотя эта работа появилась после выхода в свет книги Ч. Дарвина «Происхождение видов» (1859), авторы её всё ещё стоят — по крайней мере, в практической своей деятельности — на точке зрения принципиальной неизменяемости видов. Их система остаётся на доэволюционном уровне, но она очень глубоко проработана, все описания родов оригинальны, тщательно выверены; в пределах двудольных введена дополнительная таксономическая категория — когорта для объединения близких семейств. Когорты, в свою очередь, объединены в ряды. Явно неудачно помещение голосеменных между двудольными и однодольными, но в целом эта система оказалась очень удобной, и так же, как система Декандоля во Франции и Швейцарии, далеко пережила своё время и до сих пор используется в англоязычных странах.

## Современная систематика растений
Развитие современных эволюционных систем началось с выхода 1859 года работы «Происхождение видов» Чарльза Дарвина. Одной из систем, учитывавшей эволюционное развитие, была работа германского исследователя А. Брауна в 1864 году, система базировалась на строении и эволюции цветка.
1875 ещё один немецкий исследователь А. Эйхлер, предложил свою систему растительного мира, в которой, в отличие от А. Брауна, считал раздельнолепестковые цветковые растения более примитивными, чем срослолепестковые. Последующим этапом развития этой системы стала система А. Энглера. В своей работе, которая называлась «Природная система семейств растений» («Die Natürlichen Pflanzenfamilien»(нем.)), изданная в 1887—1909 годах, он за основу взял принципы системы Эйхлера, разработав её в роды и секции. Энглера также выдвинул гипотезу о происхождении покрытосеменных растений. Систему Энглера в научном мире продолжали использовать до начала XXI века.
Система Энглера была улучшена австрийским ботаником Р. Веттштейном. Оба исследователя (А. Энглера и Р. Веттштейна) также проработали систему водорослей, позже изменённую А. Пашером. Работы Энглера положили начало перестройке системы цветковых растений, которые продолжаются и сегодня.
Растения исторически делят на высшие и более низкие. Соответственно, развитие систем также происходило условно двумя направлениями.
В систематике высших растений можно выделить следующие основные системы (по фамилиям исследователей или группе исследователей):
- Система Бесси
- Система Кронквиста
- Система Тахтаджяна
- Система Мельхиора
- Система APG
- Система APG-II
- Система APG-III

Вид является базовой структурной единицей классификации. Науку о виде называют эйдологией.
Все таксоны носят международные (латинские) и национальные названия.
Научные названия видов всегда состоят из двух слов (биномиальная номенклатура), а других таксонов — из одного. Например, тополь белый (Populus alba) и тополь чёрный (Populus nigra) — названии двух видов из одного рода — тополь (Populus).

## Систематика культурных растений
В перечень задач систематики культурных растений входят:
- инвентаризация (каталогизация) видовых систем,
- таксономия — установление системы иерархически соподчинённых единиц,
- классификация — выстраивание таксонов в единственно правильном порядке и их правильное наименование (номенклатура).

Многочисленные методы, используемые специалистами для построения филогенетических систем, можно отнести к нескольким традиционным группам: биологические, палеоботанические, топологические и вспомогательные. Последние десятилетия характеризуются активным использованием новых подходов и усовершенствованных методов систематики — биохимических, цитогенетических, серологических и др.

## Принципы таксономии
Систематические границы принято называть таксонами (англ. taxon, во множественном числе taxa). Каждое растение принадлежит к серии таксонов последовательно соподчинённых рангов.
Иерархия таксонов и правила наименования растений (номенклатура) регулируются обязательным для всех ботаников Международным кодексом ботанической номенклатуры. Это исключительно важный документ, вносить изменения в который правомочны только международные ботанические конгрессы.
Основные ранги таксонов — вид, род, семейство, порядок, класс, отдел. Следовательно, каждое растение должно обязательно принадлежать к определённому виду, роду, семейству, классу, отделу (принадлежность к царству растений (Plantae) подразумевается сама собой). В случае необходимости, если система группы очень сложна, можно использовать категории подотдел, подкласс, подпорядок и т. д. вплоть до подформы. Иногда используют такие категории, как надкласс, надпорядок или добавляют дополнительные категории, если только это не вносит путаницу или ошибку, но при всех обстоятельствах соотносительный порядок перечисленных выше рангов не может быть изменён.
Кроме рода, вида и внутривидовых категорий, таксоны рангом до семейства несут специальные окончания, прибавляемые к основе: название семейства оканчивается на асеае, подсемейства — oideae, трибы — еае и подтрибы — inae, например, род Камнеломка (Saxifraga), Saxifragaceae, Saxifragoideae, Saxifrageae, Saxifraginae.
Таксонам рангом выше семейства рекомендуется давать названия со следующими окончаниями: отдел — phyta, подотдел — phytina, класс — opsida (у водорослей — phyceae), подкласс — idae (у водорослей — phycidae), порядок — ales, подпорядок — ineae. Это очень удобно, поскольку по окончании названия можно сразу судить о ранге группы.